# Nadia Tereszkiewicz
Nadia Tereszkiewicz (francês: [nadja tɛʁɛskevitʃ]; nascida em 24 de maio de 1996) é uma atriz francesa.

## Início da vida
Tereszkiewicz nasceu em Versalhes, filho de mãe finlandesa e pai polonês, que a nomeou em homenagem a um personagem do filme de Nikita Mikhalkov de 1994, Sol Enganador. Praticou dança dos 4 aos 18 anos frequentando a École supérieure de danse de Cannes Rosella Hightower e depois a Escola Nacional de Balé do Canadá. Ela então fez hypokhâgne-khâgne com opção de teatro, e uma classe livre no Cours Florent, em Paris. Tereszkiewicz fala francês, finlandês, inglês e italiano.

## Carreira
Tereszkiewicz dançou em filmes e vídeos enquanto estudava. Ela fez sua estreia no cinema em The Dancer (2016), que a inspirou a seguir a carreira de atriz.
Em 2019, Tereszkiewicz apareceu em Only the Animals, de Dominik Moll, que lhe rendeu o prêmio de Melhor Atriz no Festival Internacional de Cinema de Tóquio e inclusão na lista de revelações do Césars de 2020. Em 2020, ela apareceu na minissérie franco-israelense Possessions em um papel principal ao lado de Reda Kateb. Em 2022, estrelou Forever Young, que estreou em competição no Festival de Cinema de Cannes, dirigido por Valeria Bruni Tedeschi, que dividiu cenas com Tereszkiewicz em Only the Animals. Em 2023, ela recebeu o Prêmio César de Atriz Mais Promissora por sua atuação em Forever Young.
Ela recebeu uma indicação ao Canadian Screen Award de Melhor Performance Coadjuvante em um Filme no 11º Canadian Screen Awards em 2023, por sua atuação como Amy no filme Babysitter.

## Filmografia
| Ano  | Título                | Papel             | Diretor                          |
| ---- | --------------------- | ----------------- | -------------------------------- |
| 2016 | The Dancer            | Dançarina         | Stéphanie Di Giusto              |
| 2018 | Father and Sons       | Garota da boate   | Félix Moati                      |
| 2018 | Wild                  | Nora              | Dennis Berry                     |
| 2019 | Persona Non Grata     | Anaïs Laffont     | Roschdy Zem                      |
| 2019 | Seules les bêtes      | Marion            | Dominik Moll                     |
| 2020 | A Night in the Fields | Océane            | Guillaume Grélardon              |
| 2020 | A Museum Sleeps       | Chloé             | Camille de Chenay                |
| 2022 | Babysitter            | Amy               | Monia Chokri                     |
| 2022 | Tom                   | Joss              | Fabienne Berthaud                |
| 2022 | Les Amandiers         | Stella            | Valeria Bruni Tedeschi           |
| 2022 | The Last Queen        | Astrid            | Damien Ounouri, Adila Bendimerad |
| 2023 | Mon crime             | Madeleine Verdier | François Ozon                    |
| 2023 | Rosalie               | Rosalie Deluc     | Stéphanie Di Giusto              |
| 2023 | Red Island            | Colette Lopez     | Robin Campillo                   |